# David Collins (homme politique)
Pour les articles homonymes, voir David Collins et Collins.
David Collins, né le 2 juin 1972, est un homme politique et sportif amateur gilbertin.

## Biographie

### Carrière sportive
Il est membre de l'équipe nationale de basket-ball au tournoi micronésien de basket-ball de 2000, à Guam. Il est le meilleur marqueur lors du match qui oppose les Kiribati à l'État de Pohnpei : Il marque 27 points, mais les Gilbertins s'inclinent 51-54.
Il est ensuite membre de l'équipe nationale de football qui participe à la compétition de football aux Jeux du Pacifique Sud de 2003 aux Fidji. Milieu de terrain, il entre comme remplaçant lors du match perdu 2-3 contre les Tuvalu le 30 juin, puis lors du match perdu 0-7 contre les Salomon le 3 juillet. Il est titulaire jouant l'intégralité du match perdu 0-12 contre les Fidji le 5 juillet. Ce sont ses seules participations à des matchs internationaux de football,. 
Il poursuit ensuite une carrière dans l'administration sportive, et en 2013 est élu président du Comité national olympique des Kiribati. 

### Carrière politique
Il entre en politique en étant élu député de l'atoll de Maiana à la Maneaba ni Maungatabu (le Parlement national) lors des élections législatives de décembre 2015 / janvier 2016. Membre du parti Tobwaan Kiribati du nouveau président Taneti Maamau, il est nommé en mars 2016 ministre des Femmes, de la Jeunesse et des Affaires sociales, ce qui inclut le portefeuille ministériel aux sports. Il demeure conjointement président du Comité national olympique. En 2018, lors d'un remaniement ministériel, il devient ministre de l'Éducation. Il perd son siège de député, et donc également son ministère, aux élections de 2020.